# Łuszczyn (Dzików)
Łuszczyn – część wsi Dzików w Polsce położona w województwie pomorskim, w powiecie człuchowskim, w gminie Rzeczenica. Łuszczyn wchodzi w skład sołectwa Międzybórz.
W latach 1975–1998 Łuszczyn  administracyjnie należał do województwa słupskiego.